# Dichromodes loxotropha
Dichromodes loxotropha là một loài bướm đêm trong họ Geometridae.